# Южный порт (станция метро)
«Ю́жный порт» — проектируемая станция Московского метрополитена на Люблинско-Дмитровской линии. Расположится в районе Печатники (ЮВАО) в промзоне «Южный порт». Станцию планировалось начать строить в 2022 году. Открытие планировалось на действующем участке между станциями «Кожуховская» и «Печатники» к 2024 году, однако было перенесено на 2027 год. Четвёртая станция в истории метрополитена (после «Тверской», «Беломорской» и вместе с «Достоевской»), которую планируется открыть посреди действующей линии, и первая, для строительства которой потребуется закрытие других станций.

## История
В начале ноября 2017 года стало известно, что между станциями «Кожуховская» и «Печатники» Люблинского радиуса может быть построена новая станция «Южный порт», которая расположится в промзоне. Решение о строительстве станции будет приниматься в зависимости от финансирования этого проекта частными инвесторами.
Осенью 2019 года руководитель Департамента строительства города Москвы Андрей Бочкарёв подтвердил, что станцию планируется построить до конца 2023 года. Согласно адресной инвестиционной программе Москвы с 2021 по 2023 год на строительство станции с рабочим названием «Южный порт» планировалось выделить 7 миллиардов рублей.
21 декабря 2019 года Марат Хуснуллин, на тот момент заместитель мэра Москвы по вопросам градостроительной политики и строительства, уточнил, что станцию планируется возводить аналогично «Беломорской» — методом топ-дауна без закрытия действующей линии. Глубина заложения станции составит примерно 15 метров. 
В октябре 2020 года было определено расположение станции — вдоль проектируемого проезда № 1423 в месте пересечения с Южнопортовой улицей. Станция будет обслуживать строящиеся и будущие жилые районы на территории промзоны. Предполагается, что во время строительства «Южного порта» примерно на год будет закрыто движение поездов между станциями «Кожуховская» и «Волжская». Пассажиропоток возьмут на себя два компенсационных автобусных маршрута.
21 ноября 2020 года Андрей Бочкарёв, уже в должности заместителя мэра Москвы по вопросам градостроительной политики и строительства, заявил, что строительство станции начнётся в 2022 году.
30 марта 2022 года на сайте «Активный гражданин» было начато голосование по выбору названия для станции. Планируемой датой открытия станции указан 2025 год. В список для голосования включены названия «Томашинка» и «Южный порт». 11 мая 2022 года на сайте «Активный гражданин» было завершено голосование по выбору названия для станции. Наибольшее количество голосов получило название «Южный порт».
10 августа 2022 года мэр Москвы Сергей Собянин утвердил название станции «Южный порт».